# Герберт Лоуфорд
Герберт Фортеск'ю Лоуфорд (15 травня 1851 - 20 квітня 1925) - був шотландським тенісистом, який виграв Вімблдонський турнір у 1887 році та 5 разів був його фіналістом.

## Кар'єра
У фіналі Вімблдонського турніру 1887 року уродженець Бейсвотера переміг іншого англійця Ернеста Реншоу у 5 сетах: 1–6, 6–3, 3–6, 6–4, 6–4. Крім того, він виходив у фінал Вімблдону у 1880, 1884, 1885, 1886 і 1888 роках.
Лоуфорд виграв перший великий тенісний турнір у парному розряді - Чемпіонат Оксфородського Університету з тенісу серед чоловічих пар у 1879. Цей турнір був предтечею Вімблдонського турніру у парному розряді, який вперше було проведено у 1884 році. Той турнір проводився у семисетовому форматі, і у фіналі Лоуфорд у парі з Робертом Ерскіном переміг суперників у семи сетах 4–6, 6–4, 6–5, 6–2, 3–6, 5–6, 7–5.
Заведено вважати, що Лоуфорд став першим тенісистом, який використав топспін. У 2006 році його було включено до Міжнародної тенісної зали слави.

## Фінали турнірів Великого шолома

### Титули
| Рік  | Турнір   | Суперник у фіналі | Рахунок у фіналі        |
| 1887 | Вімблдон | Ернест Реншоу     | 1–6, 6–3, 3–6, 6–4, 6–4 |

### Фіналіст
| Рік  | Турнір   | Суперник у фіналі | Рахунок у фіналі   |
| 1880 | Вімблдон | Джон Хартлі       | 6–3, 6–2, 2–6, 6–3 |
| 1884 | Вімблдон | Вільям Реншоу     | 6–0, 6–4, 9–7      |
| 1885 | Вімблдон | Вільям Реншоу     | 7–5, 6–2, 4–6, 7–5 |
| 1886 | Вімблдон | Вільям Реншоу     | 6–0, 5–7, 6–3, 6–4 |
| 1888 | Вімблдон | Ернест Реншоу     | 6–3, 7–5, 6–0      |